# Vinzier
Vinzier ist eine französische Gemeinde im Département Haute-Savoie in der Region Auvergne-Rhône-Alpes.

## Geographie
Vinzier liegt auf 918 m, elf Kilometer ostsüdöstlich der Stadt Thonon-les-Bains (Luftlinie). Das Dorf erstreckt sich im Chablais, an aussichtsreicher Lage auf dem Hochplateau des Pays de Gavot südlich des Genfersees, hoch über dem Tal der Dranse d’Abondance, in den Savoyer Voralpen.
Die Fläche des 6,51 km² großen Gemeindegebiets umfasst einen Abschnitt des Hochplateaus im zentralen Chablais. Die Hochfläche, im Durchschnitt auf 900 m, senkt sich gegen Norden nur langsam ab. Dieser Teil wird vom Bach Maravant zur Dranse entwässert. Nach Süden fällt das Plateau steil zum tief eingeschnittenen Tal der Dranse d’Abondance ab, welche die Südgrenze bildet. Im Osten verläuft die Grenze entlang der Ugine, einem ebenfalls deutlich in die Umgebung eingetieften rechten Seitenbach der Dranse d’Abondance. Die höchste Erhebung von Vinzier wird mit 920 m auf der Höhe östlich des Dorfes erreicht.

### Gemeindegliederung
Zu Vinzier gehören neben dem eigentlichen Dorfzentrum verschiedene Weilersiedlungen, nämlich: 
- Vers les Granges (880 m) auf der Nordabdachung des Plateaus
- Les Clouz (900 m) auf dem Plateau westlich von Vinzier
- Théry (890 m) am Südhang hoch über der Dranse d’Abondance
- Chez les Girard (810 m) auf einer Geländeterrasse hoch über der Dranse d’Abondance
- Mérou (830 m) auf einer Geländeterrasse hoch über der Dranse d’Abondance

Nachbargemeinden von Vinzier sind Larringes und Saint-Paul-en-Chablais im Norden, Bernex und Chevenoz im Osten, La Forclaz und La Vernaz im Süden sowie Féternes im Westen.

## Geschichte
Vinzier wird im 15. Jahrhundert erstmals urkundlich erwähnt.

## Sehenswürdigkeiten
In Vinzier steht die 1892 eingeweihte neugotische Kirche Saint-Pierre. In der Umgebung gibt es mehrere Kapellen.

## Bevölkerung
| Jahr                       | 1962 | 1968 | 1975 | 1982 | 1990 | 1999 | 2006 |
| Einwohner                  | 466  | 447  | 403  | 471  | 620  | 659  | 784  |
| Quellen: Cassini und INSEE |      |      |      |      |      |      |      |

Mit 883 Einwohnern (Stand 1. Januar 2022) gehört Vinzier zu den kleineren Gemeinden des Département Haute-Savoie. In den letzten Jahrzehnten wurde dank der schönen Wohnlage ein kontinuierliches Wachstum der Einwohnerzahl verzeichnet.

## Wirtschaft und Infrastruktur
Vinzier war bis weit ins 20. Jahrhundert hinein ein vorwiegend durch die Landwirtschaft geprägtes Dorf. Heute gibt es verschiedene Betriebe des lokalen Kleingewerbes. Zahlreiche Erwerbstätige sind Wegpendler, die in den größeren Ortschaften der Umgebung, vor allem in Thonon-les-Bains, ihrer Arbeit nachgehen.
Die Ortschaft liegt abseits der größeren Durchgangsstraßen an einer Verbindungsstraße von Évian-les-Bains in das Vallée d’Abondance. Weitere Straßenverbindungen bestehen mit Féternes und Larringes.

## Persönlichkeiten
- Samuel Barathay (* 1968), Ruderer